# Nagyút vasútállomás
Nagyút vasútállomás egy Heves vármegyei vasútállomás, Nagyút településen, a MÁV üzemeltetésében. A község belterületének északi szélén helyezkedik el, közúti elérését a falun keresztülhúzódó 32 106-os számú számú mellékút biztosítja. Az állomás iparvágányi leágazással rendelkezik a Mátrai Erőmű irányába.

## Vasútvonalak
Az állomást az alábbi vasútvonalak érintik:
- Budapest–Sátoraljaújhely-vasútvonal
- Nagyút–Visonta-vasútvonal

## Kapcsolódó állomások
A vasútállomáshoz az alábbi állomások vannak a legközelebb:
- Ludas vasútállomás (Budapest–Sátoraljaújhely-vasútvonal)
- Kál-Kápolna vasútállomás (Budapest–Sátoraljaújhely-vasútvonal)

## Forgalom
| Járat            | Útvonal | Gyakoriság          |
| ---------------- | --- | ------------------- |
| S80              | Budapest-Keleti – Kőbánya felső – Rákos – Rákosliget – Rákoscsaba-Újtelep – Rákoscsaba – Pécel – Isaszeg – Gödöllő-Állami telepek – Gödöllő – Máriabesnyő – Bag – Aszód – Hévízgyörk – Galgahévíz – Tura – Hatvan – Vámosgyörk – Adács – Karácsond – Ludas – Nagyút – Kál-Kápolna – Füzesabony   | Napi 1 pár          |
| személyvonat     | Hatvan – Vámosgyörk – Adács – Karácsond – Ludas – Nagyút – Kál-Kápolna – Füzesabony (→ Maklár → Andornaktálya → Eger) | Napi 1 pár          |
| személyvonat     | Vámosgyörk – Adács – Karácsond – Ludas – Nagyút – Kál-Kápolna – Füzesabony | Napi 5 pár          |
| személyvonat     | Budapest-Keleti – (Pécel → Isaszeg →) Gödöllő (← Máriabesnyő ← Bag) – Aszód – Tura – Hatvan – Vámosgyörk – Adács (← Karácsond ← Ludas) – Nagyút – Kál-Kápolna – Füzesabony – Szihalom – Mezőkövesd – Mezőkövesd felső – Mezőkeresztes-Mezőnyárád – Csincse – Emőd – Nyékládháza – Miskolc-Tiszai | Napi 1 pár          |
| személyvonat     | Hatvan → Vámosgyörk → Adács → Karácsond → Ludas → Nagyút → Kál-Kápolna → Füzesabony → Szihalom → Mezőkövesd → Mezőkövesd felső → Mezőkeresztes-Mezőnyárád → Csincse → Emőd → Nyékládháza → Miskolc-Tiszai                                                                                        | Napi 1 Miskolc felé |
| Agria InterRégió | Budapest-Keleti – Gödöllő – Máriabesnyő – Bag – Aszód – Tura – Hatvan – Vámosgyörk – (Adács – Karácsond – Ludas – Nagyút –) Kál-Kápolna – Füzesabony – Maklár – (Andornaktálya →) Eger | Napi 2 pár          |